# Wohnungsbaugesellschaft Fürth
Die Wohnungsbaugesellschaft der Stadt Fürth mbH ist ein Immobilienunternehmen mit Sitz in Fürth, an dem die Stadt Fürth 67,1 % und die Sparkasse Fürth als zweiter Gesellschafter den Rest der Anteile hält und welches über einen Bestand von mehr als 1 700 eigenen Wohnungen verfügt (Stand 2017).

## Unternehmen
Die WBG Fürth wies im Jahr 2016 eine Bilanzsumme von 68,7 Mio. € auf, das Stammkapital bezifferte sich am 31. Dezember 2015 auf 4,289 Mio. €. Die Leistungspalette des kommunalen Wohnungsunternehmens umfasst Vermietung, Gebäudemanagement, Renovierung und Modernisierung, Bauträgerschaft sowie Fremdverwaltung. Von 1976 bis 2013 befand sich die Verwaltung der WBG in der Komotauer Straße 30, bevor sie in neue Geschäftsräume in der ebenfalls im Stadtteil Hardhöhe gelegenen Siemensstraße umzog.

## Geschichte
Nach der auf einen Stadtratsbeschluss hin erfolgten Gründung im Jahr 1957 waren die Aktivitäten der WBG Fürth zunächst vor allem durch die Entwicklung der westlichen, von der Fürther Altstadt durch die Rednitz getrennten Stadtteile Hardhöhe, Schwand, Eigenes Heim und Oberfürberg geprägt, wo in den 1960er Jahren die heute noch höchsten Wohnhochhäuser Fürths mit 13 bis 15 Geschossen errichtet wurden. In der zweiten Hälfte der 1970er Jahre wurde die öffentliche Förderung von Neubauten eingestellt, um mehr Mittel für die Sanierung der Fürther Altstadt zu mobilisieren. In den 1980er Jahren beschränkte sich die WBG auf die Verwaltung bestehender Immobilien, die Neubautätigkeit wurde in geringerer Intensität erst in den 1990er Jahren in den westlichen Außenstadtteilen wieder aufgenommen.
1996 wird vom Bund die in der Fürther Südstadt gelegen Kalbsiedlung gekauft, nachdem Ende 1995 die William O. Darby Kaserne von den US-Streitkräften aufgelöst worden war. Die hier renovierten 1288 Wohnungen werden aufgrund der Verwendung PAK-haltiger Klebstoffe in den Parkettböden sowie der wegen der regelmäßigen Entwesung der Wohnanlage in Wandfarbe und Einbauschränken festgestellten Pestizidrückstände jedoch schon bald zum Gegenstand kostspieliger Sanierungsmaßnahmen und bis heute andauernder Rechtsstreitigkeiten.